# アルバック
株式会社アルバックは、神奈川県茅ヶ崎市に本社を置く、主に産業・研究機関向け真空装置を製造する企業である。東京証券取引所プライム上場。

## 沿革
- 1952年8月23日 - 日本真空技術株式会社を設立（創業）。真空装置の輸入販売を開始。
  - 社長に石川芳次郎、役員に松下幸之助、弘世現（日本生命社長）、山本為三郎（朝日麦酒社長）、大沢善夫（大沢商会社長）、藤山愛一郎（日本商工会議所会頭）らが名を連ねた[1]。
- 1955年4月 - 国産装置の製造に着手。
- 1963年10月 - 新生産業株式会社に吸収合併され、日本真空技術株式会社に商号変更。
- 1974年 - 米国企業と合弁で日本リライアンス設立。
- 1974年 - アルバック米国法人設立[1]
- 1978年4月 - 昭和真空と提携。
- 2001年7月 - 株式会社アルバックに商号変更。
- 2004年4月 - 東京証券取引所第一部に上場。

## 初代社長
創業時の発起人代表であり初代社長を務めた石川芳次郎（1881-1969）は、電気技術者であり、京福電鉄社長などを務めた実業家。東京・日本橋の酒屋に生まれたが、父親の経営失敗で倒産したため、13歳で東京電灯神田発電所に奉公に出され、当時技師長だった藤岡市助に見込まれ、その下で働く。新設の静岡電灯に派遣され、技師長の小木虎次郎（のち京都帝大教授）が兼任していた名古屋電鉄に発電所技術員として17歳で移籍し、21歳で京都電灯に移籍。同社東九条発電所技手として働きながら同志社普通学校３年に編入し、23歳で第三高等学校、26歳で休職して京都帝国大学電気工学科に入学し29歳で卒業。
京都電灯に復帰し、欧米視察後同社取締役営業課長となって電気の一般普及に努め、32歳で小木虎次郎の娘と結婚、日本初の家庭電化の家と言われる井上亀之助（井上電機製作所社長、矢作水力監査役）邸に続き、電化生活を始める。60歳で同社副社長となり、62歳で京福電鉄社長就任。エジソン財団役員、京都市名誉市民。数十にのぼる公共団体・民間企業の役員も務めた。叙従五位銀杯、勲四等瑞宝章などを受章。長男の石川敬介は東大卒、京福電鉄専務（岳父に難波正）、長女の八千代はアルバック2代目社長井街仁の妻、三男の石川浩三は京大卒、アルバック副社長、ニッポンレンタカーサービス社長、五男の石川芳夫は日本航空開発社長。

## 歴代社長
1. 石川芳次郎　(1881年生、京都帝国大学卒）
2. 井街仁　(?年生、京都帝国大学卒） - 石川芳次郎の娘婿。元東京芝浦電気マツダ研究所研究員。
3. 林主税　(1922年生、東京帝国大学卒）
4. 高村甚平　(?年生、東京帝国大学卒）
5. 上野朝生　(1929年生、京都大学卒）
6. 中村久三　(1947年生、東北大学大学院卒）
7. 諏訪秀則　(?年生、早稲田大学大学院卒）
8. 小日向久治　(1949年生、新潟大学卒）
9. 岩下節生（1953年生、鹿児島大学卒)

## 拠点

### 工場
- 本社・工場 - 神奈川県茅ケ崎市
- 富士裾野工場 - 静岡県裾野市
- 千葉富里工場 - 千葉県富里市
- 千葉山武工場 - 千葉県山武市
- 鹿児島工場 - 鹿児島県霧島市

### 研究所
- 半導体電子技術研究所 - 静岡県裾野市
- 超材料研究所 - 千葉県富里市
  - 超材料研究所山武分室 - 千葉県山武市
  - 超材料研究所筑波分室 - 茨城県つくば市

### 事務所
- 東京事務所財務部 - 東京都中央区

## 事業内容
ディスプレイ・半導体・電子・電気・金属・機械・自動車・化学・食品・医薬品業界及び大学・研究所向け真空装置、周辺機器、真空コンポーネントの開発・製造・販売・カスタマーサポートおよび諸機械の輸出入。また、真空技術全般に関する研究指導・技術顧問。

## グループ

### 国内グループ

#### 連結子会社
- アルバック九州株式会社
- アルバック東北株式会社
- アルバックテクノ株式会社
- アルバック機工株式会社
- アルバック・ファイ株式会社
- アルバック・クライオ株式会社
- アルバック販売株式会社
- アルバック成膜株式会社
- タイゴールド株式会社

#### 持分法適用関連会社
- 株式会社昭和真空
- REJ株式会社

#### その他
- 日真制御株式会社
- アルバックヒューマンリレーションズ株式会社
- 真空セラミックス株式会社
- 株式会社ファインサーフェス技術

### 海外グループ

#### 連結子会社

##### 米国
- ULVAC Technologies, Inc.
- Physical Electronics USA, Inc.

##### 中華人民共和国
- 愛発科（中国）投資有限公司
- 寧波愛発科真空技術有限公司
- 愛発科真空技術（蘇州）有限公司
- 愛発科東方真空（成都）有限公司
- 愛発科自動化科技（上海）有限公司
- 愛発科天馬電機（靖江）有限公司
- 愛発科中北真空（沈陽）有限公司
- 愛発科商貿（上海）有限公司
- 愛発科電子材料（蘇州）有限公司
- 愛発科豪威光電薄膜科技（深圳）有限公司
- 愛発科真空設備（上海）有限公司

##### 台湾
- 優貝克科技股份有限公司　(中国語繁体字サイト)
- 超浄精密科技股份有限公司　(中国語繁体字サイト)
- 台湾成膜光電股份有限公司　(中国語繁体字サイト)

##### 韓国
- ULVAC KOREA, Ltd.　(韓国語サイト)
- Ulvac Korea Precision, Ltd.　(韓国語サイト)
- Pure Surface Technology, Ltd.　(韓国語サイト)
- ULVAC CRYOGENICS KOREA INCORPORATED　(韓国語サイト)
- ULVAC Materials Korea, Ltd.

##### 東南アジア
- ULVAC SINGAPORE PTE LTD
- ULVAC MALAYSIA SDN. BHD.

#### 持分法適用関連会社

##### 台湾
- 優貝克自動化股份有限公司　(中国語繁体字サイト)

#### その他

##### ドイツ
- ULVAC GmbH

##### 中華人民共和国
- 寧波愛発科低温泵有限公司
- 寧波愛発科精密鋳件有限公司
- 愛発科（蘇州）技術研究開発有限公司
- 洛陽鑫友鎂業有限公司
- 香港真空有限公司

##### 台湾
- 優貝克軟体研発股份有限公司
- 優貝克材料股份有限公司

##### 韓国
- UF TECH, Ltd.

##### 東南アジア
- ULVAC (THAILAND) LTD.

## 受賞
- 2013年 産学官連携功労者表彰日本経済団体連合会会長賞：「産学垂直連携・共同研究体「TPEC」の創成」